# Patrick Unger (Basketballtrainer)

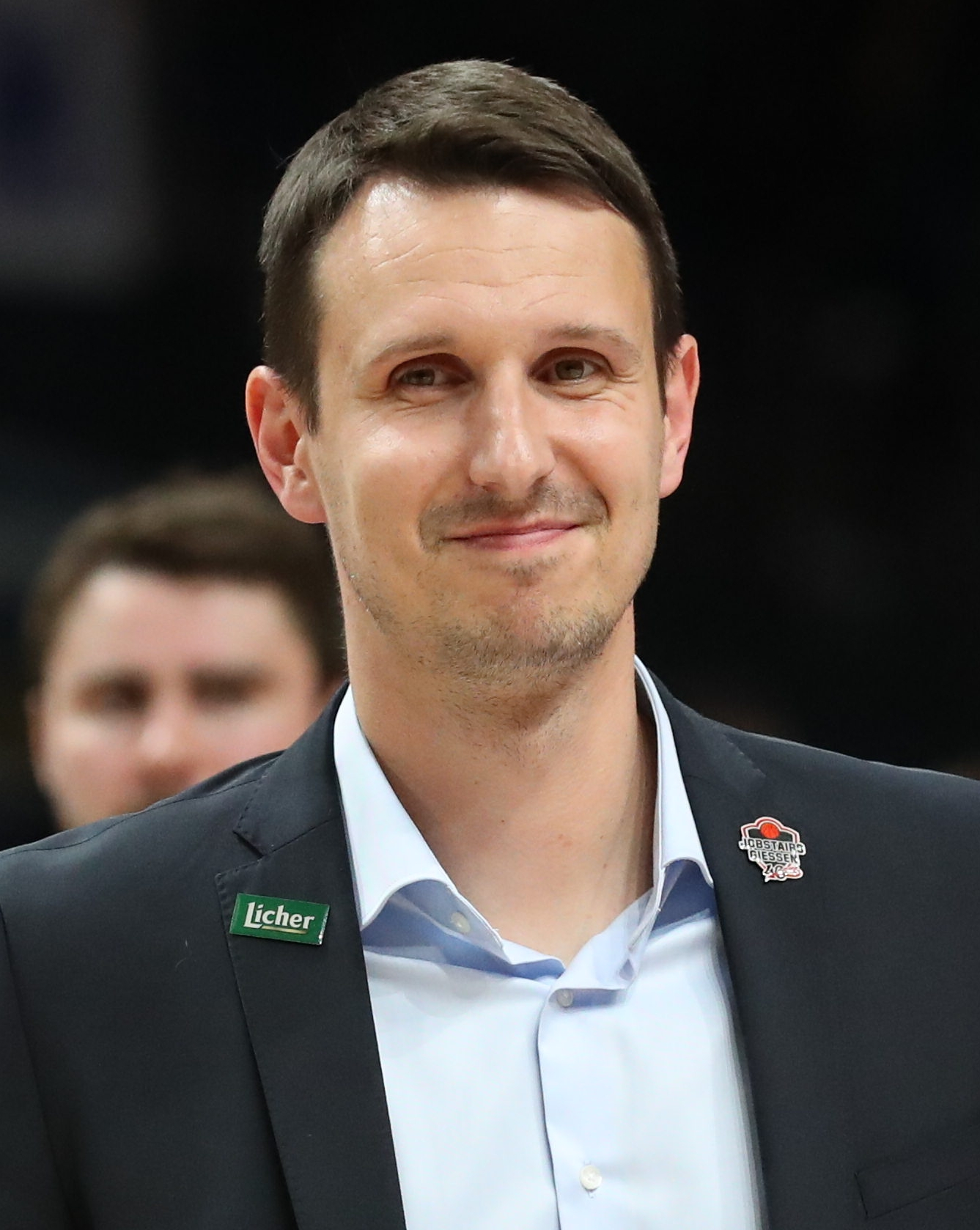
Patrick Unger (2022)

Patrick Unger (* 21. Januar 1983 in Berlin) ist ein deutscher Basketballtrainer und ehemaliger -spieler.

## Laufbahn
Unger spielte in der Regionalliga für den VfB Hermsdorf, von 2004 bis 2006 für den TV Lich in der 2. Basketball-Bundesliga, ehe er 2006 nach Kanada ging. Dort spielte der 1,97 Meter messende Flügelspieler erst ein Jahr für die Grant MacEwan University, dann in der Saison 2007/08 für die Mannschaft der University of Alberta. Nach seiner Rückkehr nach Deutschland stand Unger in der Saison 2008/09 für die zweite Mannschaft des TV Lich auf dem Feld, danach von 2009 bis 2011 für den VfB 1900 Gießen in der Regionalliga sowie in der 2. Bundesliga ProB sowie in der Saison 2011/12 abschließend für die Licher BasketBären in der 2. Bundesliga ProB.
Im Januar 2013 übernahm Unger das Amt des Cheftrainers beim Damen-Bundesligisten BC Marburg, vorher war er bei dem Verein als Leiter der Jugendabteilung sowie als Trainer der Oberliga-Herrenmannschaft und von Jugendmannschaften tätig. 2016 und 2017 erreichte Marburg unter seiner Leitung jeweils den dritten Platz in der deutschen Meisterschaft. Ab 2016 war er zusätzlich als Bundestrainer der weiblichen U20-Nationalmannschaft Deutschlands tätig.
Im Frühjahr 2018 führte Unger die Damen des BC Marburg ins Endspiel des Europapokalwettbewerbs Central European Basketball League (CEWL). Dort unterlag der BC dem rumänischen Vertreter CSM Satu Mare. Im September 2018 übernahm er zusätzlich zu seinen Aufgaben in Marburg das Amt des deutschen Damen-Bundestrainers, nachdem er zuvor als Assistenztrainer zum Stab der DBB-Auswahl gehört hatte. Seinen in Marburg am Ende der Saison 2019/20 auslaufenden Vertrag verlängerte Unger nicht. Anfang Februar 2020 gab er das Amt als Damen-Bundestrainer ab, da dieser Posten nicht mit seiner neuen Tätigkeit als Nachwuchskoordinator der Basketballakademie der Gießen 46ers (Dienstantritt im Sommer 2020) vereinbar sei, wie Unger mitteilte. Im Sommer 2021 wurde er in Gießen Cheftrainer der Rackelos, der zweiten Mannschaft Gießens, die in der 2. Bundesliga ProB antrat. Zudem war er in der Gießener Bundesliga-Mannschaft als Assistenztrainer sowie im Jugendbereich als Individualtrainer tätig.
In der Sommerpause 2022 kehrte er als Cheftrainer zum Damen-Bundesligisten BC Marburg zurück. Mit Marburg verpasste er 2024 den sportlichen Klassenerhalt, blieb mit dem Verein aber in der Bundesliga, da dem BC hernach die Teilnahmeberechtigung erteilt wurde. Ende Oktober 2024 wurde Unger in Marburg seines Amtes als Cheftrainer enthoben, nachdem der BC zuvor seit dem Beginn der Saison 2024/25 alle fünf Ligaspiele verloren hatte und im DBBL-Pokal ausgeschieden war.
Mit dem Beginn der Saison 2025/26 wurde er Cheftrainer des Damen-Zweitligisten Bender Baskets Grünberg.

## Persönliches
Unger ist verheiratet und hat drei Töchter. Seine Ehefrau Jenny spielte in der Bundesliga.